# 首航高科敦煌100兆瓦熔盐塔式光热电站
首航高科敦煌100兆瓦熔盐塔式光热电站（又称“超级镜子发电站”）位于中华人民共和国甘肃省敦煌市，为一座熔盐塔式光热电站。发电站占地面积800公顷，电站设计年发电量达3.9亿度。是中华人民共和国目前建成规模最大的100兆瓦级熔盐塔式光热电站。

## 工作原理
其周围的镜子将太阳光线反射至中央集热塔顶的吸热器上。吸热器内部的液态熔盐从阳光中吸收热量，通过蒸汽发生系统产生蒸汽，推动发电机组发电。液态熔盐为硝酸钾和硝酸钠的混合物。